# 伊拉克第納爾
伊拉克第納爾（阿拉伯語：دينار，庫德語：دینار，ISO 4217：IQD）是伊拉克的流通貨幣。由伊拉克中央銀行發行。輔幣單位費爾，1第納爾=1000費爾。2003年薩達姆·海珊政權垮台後，新政府也發行了新的第納爾鈔票，以取代舊的帶有薩達姆·海珊頭像的紙鈔。

## 歷史
伊拉克第納爾於1932年4月1日開始流通，取代在第一次世界大戰英國占領伊拉克期間使用的官方貨幣印度盧比，以1第納爾=11盧比的匯率計算。

## 流通中的貨幣

### 硬幣

伊拉克目前流通中的硬幣系列。

- 25 第納爾
  - 正面：銀行名稱、面值
  - 背面：伊拉克地圖
- 50 第納爾
  - 正面：銀行名稱、面值
  - 背面：伊拉克地圖
- 100 第納爾
  - 正面：銀行名稱、面值
  - 背面：伊拉克地圖

### 紙幣

#### 2013年

伊拉克在2013年開始使用的紙幣系列。

- 10,000 第納爾
  - 正面：在巴格達的自由紀念碑
  - 背面：在摩蘇爾一所清真寺的高塔
- 25,000 第納爾
  - 正面：库尔德人拿著酒壺和第納爾金幣
  - 背面：汉谟拉比法典的雕刻

#### 2003年
- 50 第納爾
  - 正面：巴士拉的糧倉
  - 背面：海枣
- 250 第納爾
  - 正面：星盘
  - 背面：薩邁拉大清真寺的螺旋宣禮塔
- 500 第納爾
  - 正面：杜坎大壩
  - 背面：有翅膀的公牛的亞述雕刻
- 1,000 第納爾
  - 正面：第納爾金幣
  - 背面：巴格達的一所學校
- 5,000 第納爾
  - 正面：瀑布
  - 背面：在沙漠的堡壘
- 10,000 第納爾
  - 正面：海什木
  - 背面：努爾大清真寺的傾斜宣禮塔
- 25,000 第納爾
  - 正面：庫爾德人拿著酒壺和第納爾金幣
  - 背面：漢摩拉比法典的雕刻

## 外部連結
- 罗恩·怀斯的世界纸币：Iraq 镜像网站
- 现代金融系统表格－库尔特·舒勒制作：Asia 镜像网站
- 环球货币历史：Iraq
- 《环球金融资料》货币历史表格（ 微软试算表格式）